# Die Liebe von Mus'ab ibn al-Zubair und Aischa bint Talha

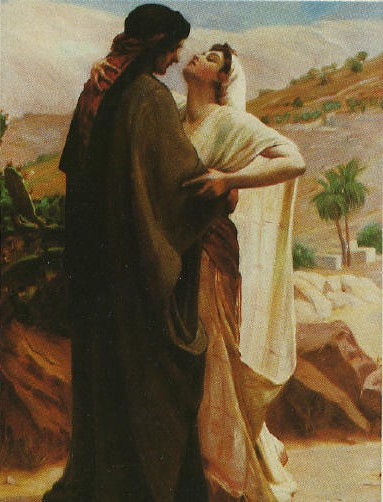
Symbolbild: Mus'ab ibn al-Zubair und Aischa bint Talha. Gemälde von Frederick Goodall.

Die Liebe von Mus'ab ibn al-Zubair und Aischa bint Talha ist eine Erzählung aus den Geschichten von Tausendundeine Nacht. In der Arabian Nights Encyclopedia wird die Geschichte als ANE 113 gelistet.
Die Kurzgeschichte behandelt die Eheschließung von Musʿab ibn al-Zubair und Aischa bint Talha und ihren leidenschaftlichen Sex.

## Handlung
Einst kam Mus'ab ibn al-Zubair in der Stadt Medina zu einer Frau namens Azza und erklärte ihr seine Überlegung, sich mit Aischa bint Talha zu vermählen. Er bat Azza zu ihr zu gehen, sich einen Eindruck von ihr zu machen und anschließend wiederzukommen, damit sie ihm Aischas Körper beschrieb, den er als Mann wegen ihrer Verschleierung nicht sehen konnte. Daraufhin ging Azza zu Aischa, begutachtete sie und erzählte ihm anschließend von ihrer Schönheit. Sie habe ein wunderschönes Antlitz, Brüste wie Granatäpfel und Hüften wie Sandhügel und einen schlanken, straffen Leib, lediglich ihre Füße seien etwas groß. Mus'ab werde in ihrer Gegenwart die Zeit vergessen.
Darauf nahm Mus'ab die schöne Aischa zur Frau und schlief mit ihr. Die leidenschaftliche Beziehung und der Sex des Paares waren kein Geheimnis und einmal erzählte eine Frau, dass sie bei Aischa zuhause war, als ihr Gatte Mus'ab hereinkam. Trotz der Anwesenheit ihres Gastes verlangte es Aischa nach ihrem Mann und sie umarmte ihn stürmisch. Laut seufzend und stöhnend hatte das Paar Sex, während die Frau zuhören musste. Als beide mit dem Sex fertig waren, fragte die Frau Aischa verwundert, wie sie denn Sex mit ihrem Ehemann haben könne, während eine Fremde im Haus war und ob sich dies für Aischas Rang, Adel und ihre Herkunft zieme.
Aischa erwiderte, dass eine Frau einem Mann alles bringen solle, was sie an Erregungen und Bewegungen aufbringen könne und fragte, was ihr denn daran missfalle. Die Frau erwiderte, dass es ihr lieber sei, wenn der Sex in der Nacht und nicht am Tag stattfinde. Aischa erwiderte nur, dass ihr Liebesspiel in der Nacht noch vielfältiger sei.

## Hintergrund

### Historischer Hintergrund
Nach den islamischen Quellen war Aischa bint Talha, eine Enkelin des ersten Kalifen Abu Bakr, die zweite Ehefrau von Musʿab ibn az-Zubair, der im Jahr 691 in der Schlacht von Maskin im Kampf gegen die Umayyaden starb.

### Textherkunft und Rezeption
Die Erzählung findet sich bereits im Kitab al-Mahasin wa-'l-addad, das fälschlicherweise dem berühmten Dichter al-Dschahiz (gest. 776–869) zugeschrieben wird. Im Kontext von Tausendundeine Nacht findet sich die Geschichte in den ägyptischen Manuskripten und den frühen arabischen Druckausgaben. Auf die Kalkutta II-Edition griffen Richard Francis Burton und Enno Littmann für ihre Sammlungen zurück.

## Ausgaben
- Enno Littmann: Die Erzählungen aus den tausendundein Nächten, Insel Verlag, Frankfurt 1968, Band 3, S. 444–446.